# Гитлер, Клара
Кла́ра Ги́тлер (нем. Klara Hitler), урожд. Пёльцль (нем. Pölzl); 12 августа 1860, Вайтра, Австрийская империя — 21 декабря 1907, Линц, Австро-Венгрия) — жена и двоюродная племянница Алоиса Гитлера, мать Адольфа Гитлера.

## Биография
Родилась в крестьянской семье. Отец — Иоганн Баптист Пёльцль (Johann Baptist Pölzl), мать — Иоганна Гюттлер (Johanna Hüttler) (19 января 1830 — 8 февраля 1906), дочь Иоганна Непомука Гюттлера.
У Клары Пёльцль было пять братьев и пять сестёр. Почти все братья и сёстры умерли в младенчестве или очень молодыми, в живых осталось только две сестры:
- Иоганн (1849 — на первом году жизни), Франц (1855 — на первом году жизни), Иозеф (1857—1878), Антон (1858—1863), Карл Борис (1864—1865).
- Мария (1851—1855), Барбара (1854—1855), Иоганна (1863—29 марта 1911 — замужем не была, была горбатой, умерла от диабетической комы, завещала своему любимцу — Адольфу Гитлеру — самую большую часть своего состояния), Мария (1867 — на первом году жизни), Терезия (Шмидт) (1868—1935, вышла замуж за богатого крестьянина и продолжила род Гитлеров).

После школы Клара в тринадцать лет устроилась к Алоису Гитлеру домработницей. Она приходилась Алоису двоюродной племянницей, дочерью его единокровной сестры.
В 1880 году по настоянию второй жены Алоиса Франциски была вынуждена вернуться домой к матери.
В 1885 году, после смерти второй жены Алоиса Гитлера, Клара и Алоис поженились. Разрешение на женитьбу было получено из Ватикана, так как католическое епископство в Линце не дало разрешение из-за близкого родства.
Алоис был на 23 года старше Клары, а Клара к моменту женитьбы уже была беременна, так как ещё до смерти Франциски снова появилась в доме Алоиса в качестве домработницы, чтобы заботиться о его больной жене и маленьких детях.
Эрих Фромм считал её женщиной положительной, благоразумной, трудолюбивой и ответственной. Всю свою семейную жизнь она заботилась о муже и детях и содержала дом. Её любили и уважали не только биологические дети, но и те, кому она была мачехой.
Свои обязанности по дому Клара исполняла незаметно и добросовестно, она регулярно посещала церковь, повиновалась желаниям супруга, и даже уже после вступления в брак так и не смогла полностью преодолеть прежнего статуса служанки и содержанки, каковой она и пришла в дом Алоиса. И годы спустя она с трудом видела себя супругой «господина старшего чиновника» и, обращаясь к мужу, называла его «дядя Алоис».

## Дети
Клара родила шестерых детей:
- Густав Гитлер (10 мая 1885 — 8 декабря 1887). Родился через 280 дней после смерти второй жены Алоиса. Умер от дифтерии.
- Ида Гитлер (23 сентября 1886 — 2 января 1888). Умерла от дифтерии через 25 дней после смерти брата Густава.
- Адольф Гитлер (20 апреля 1889 — 30 апреля 1945).
- Отто Гитлер (1892—1892) — умер вскоре после рождения от гидроцефалии.
- Эдмунд Гитлер (24 марта 1894 — 28 февраля 1900). Умер от кори
- Паула Гитлер (21 января 1896 — 1 июня 1960).

## Смерть

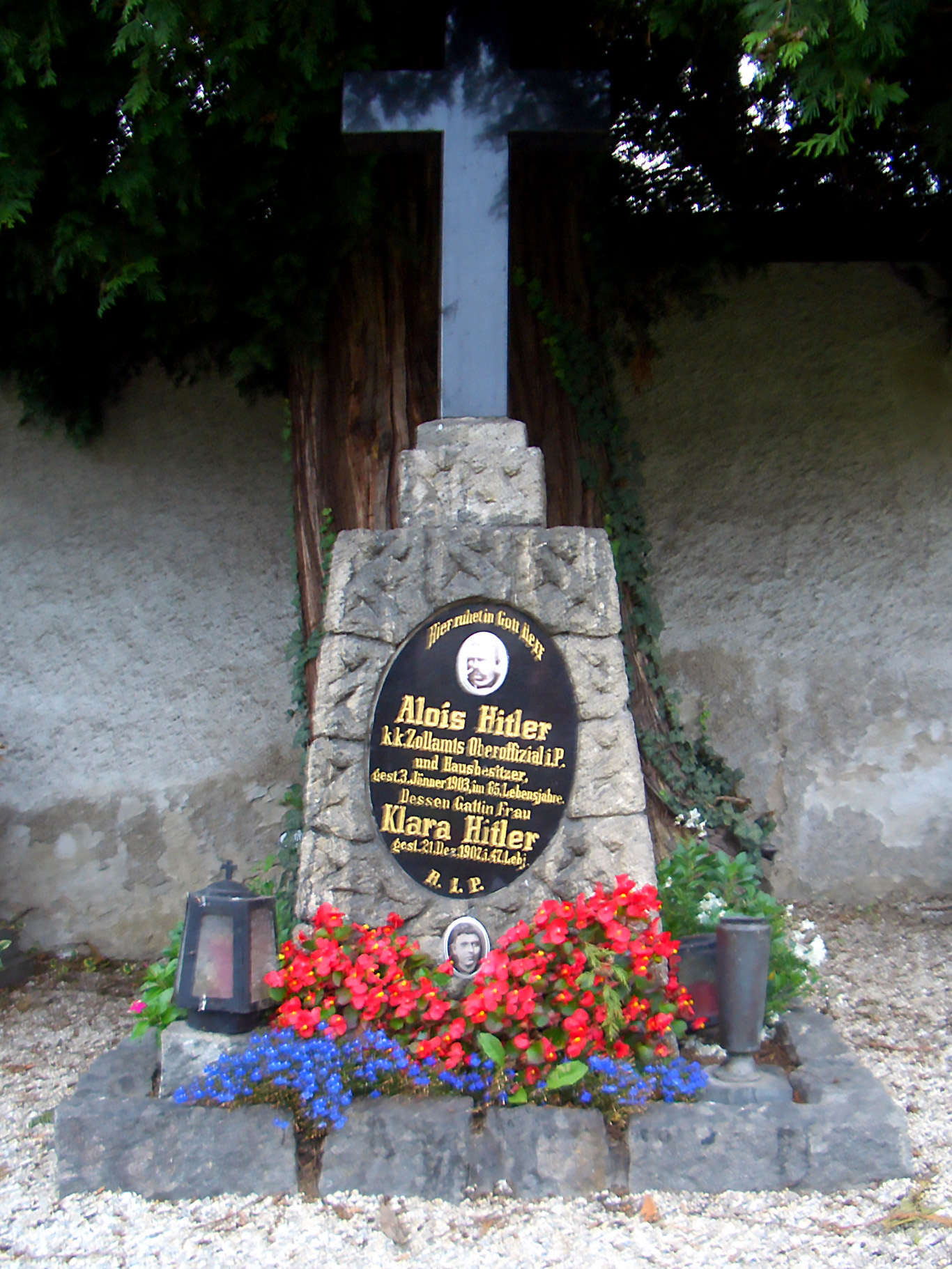
Могила Алоиса и Клары Гитлер в 2009 году (до 28.03.2012)

После смерти мужа в 1903 году Клара с детьми переехала в Линц. В 1907 году ей был поставлен диагноз рак молочной железы, после чего она легла в больницу «Die Barmherzigen Schwestern» («Милосердные сестры») в городе Линце.
18 января 1907 года ей была сделана операция, не приведшая к выздоровлению.
Через одиннадцать месяцев (21 декабря 1907 года в 2 часа утра) она скончалась и была похоронена в могилу мужа на кладбище у собора Св. Михаила в Леондинге, пригороде Линца.
28 марта 2012 австрийские власти снесли памятник на могиле родителей Адольфа Гитлера.

## В художественных произведениях
В фильме «Гитлер: Восхождение дьявола» (2003) её сыграла Стокард Чэннинг.